# Cibo spazzatura

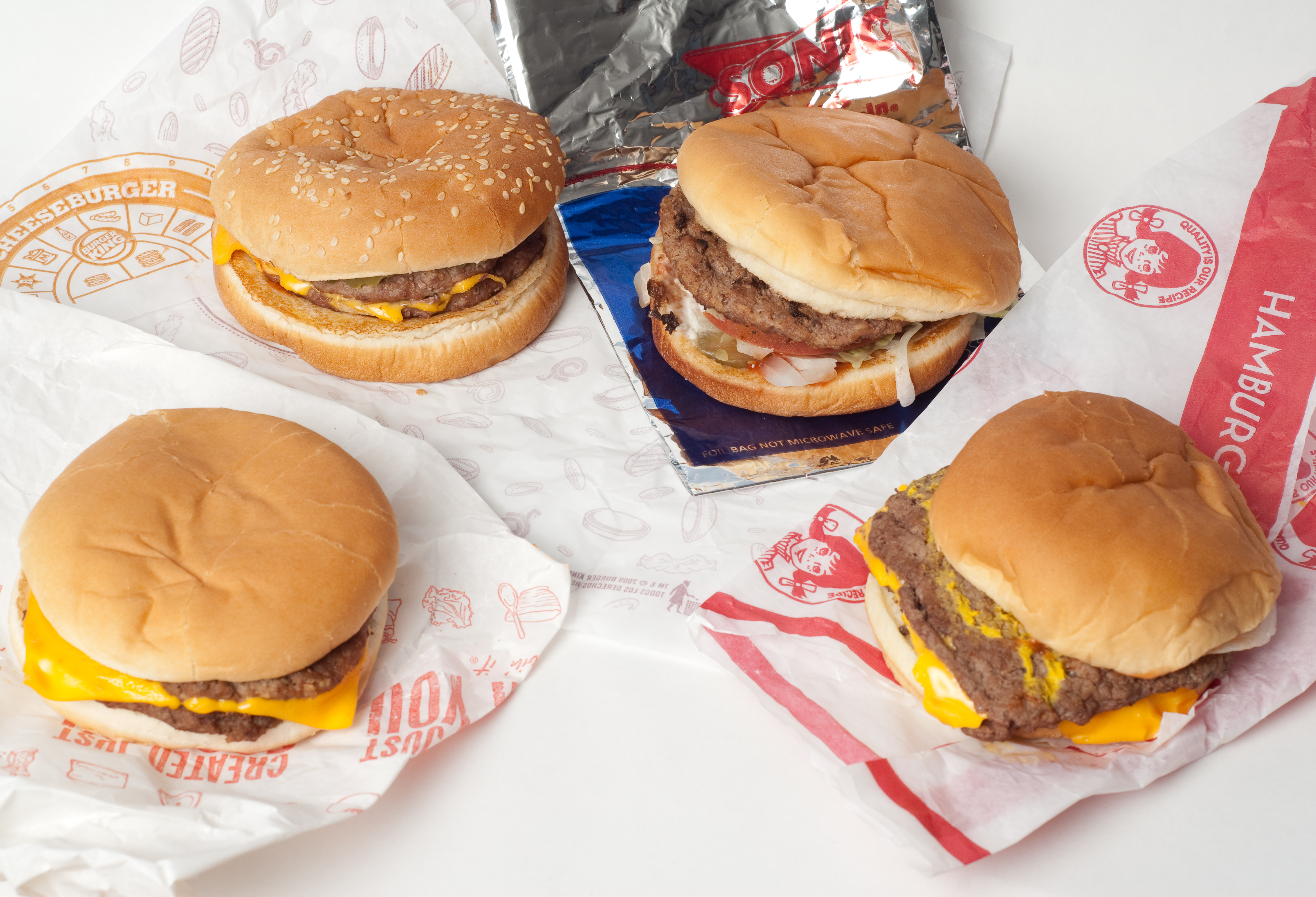
Gli hamburger da asporto, tipico esempio di cibo spazzatura

Cibo spazzatura è una locuzione usata per indicare quel cibo considerato malsano a causa del suo bassissimo valore nutrizionale e all'elevato contenuto di grassi o zuccheri.
L'espressione, adoperata per la prima volta nel 1951 da Michael Johann Jacobson (nella forma inglese junk food), indica alimenti come le preparazioni industriali o della ristorazione di massa ricchi di grassi saturi, sale e zuccheri aggiunti come hamburger, würstel, hot dog, patate fritte, bibite zuccherate, dolci elaborati. La pizza può essere considerato un cibo spazzatura, ma solo nel caso delle preparazioni industriali. Le malattie più comuni sovente associate al consumo di tali pietanze sono l'obesità, il diabete mellito, malattie cardiovascolari, alcuni tipi di tumore e la depressione.

## Etimologia e storia
Il termine junk food, ovvero "cibo spazzatura", risale almeno all'inizio degli anni 1950, sebbene la sua coniazione sia stata attribuita a Michael F. Jacobson del Center for Science in the Public Interest nel 1972. La frase apparve in un articolo del News di Lima intitolato Junk Foods' Cause Serious Malnutrition ("i cibi spazzatura causano gravi forme di malnutrizione") del 1952. Lo scritto è in realtà una ristampa di un trafiletto uscito nel 1948 sullo Standard-Examiner di Ogden intitolato More Junk Than Food ("questa è più spazzatura che cibo"). L'autore dell'articolo, il Dr. Brady, riporta che "quello che la signora H. chiama 'spazzatura' io lo definisco 'cibo fregatura' (cheat food). Questo è qualsiasi cosa composta principalmente da (1) farina bianca e/o (2) zucchero bianco raffinato o sciroppo. Ad esempio, pane bianco, cracker, torte, caramelle, bibite gassate, cioccolato al malto, sundae, bevande gassate zuccherate". Il termine cheat food era già stato usato nei giornali almeno a partire dal 1916.
Secondo un articolo del New York Times intitolato Let Us Now Praise the Great Men of Junk Food, "quella del cibo spazzatura è una storia in gran parte americana: esiste da centinaia di anni in molte parti del mondo, ma nessun Paese all'infuori degli USA ha inventato così tanti tipi di cibo spazzatura diversi, marchiandoli, producendoli in serie, oltre che permettere alle persone di arricchirsi e (ovviamente) nutrirsi grazie ad essi". Il marchio di popcorn al gusto caramello e noccioline Cracker Jack venne registrato a Chicago nel 1896 ed è considerato il primo cibo spazzatura destinato al largo consumo. Durante gli anni dieci del Novecento, Cracker Jack divenne anche il marchio di caramelle più venduto nel mondo.

## Effetti sulla salute

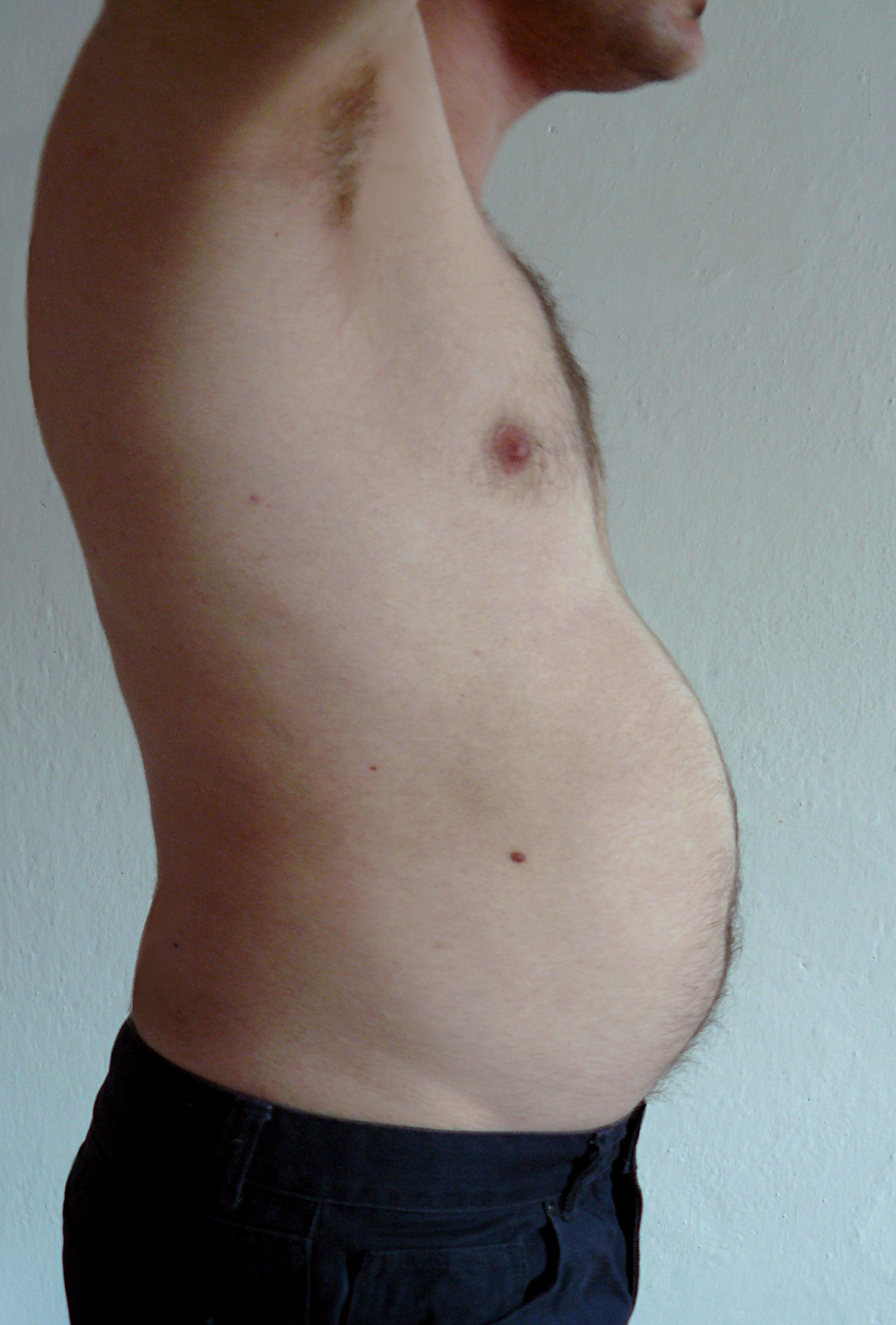
Il cibo spazzatura è spesso all'origine dell'obesità.

Uno studio condotto da Paul Johnson e Paul Kenny dello Scripps Research Institute nel 2008 ha suggerito che il consumo di cibo spazzatura alteri l'attività cerebrale in modo simile a quanto avviene assumendo sostanze stupefacenti quali la cocaina o l'eroina.
Dopo molte settimane di uso abbondante di cibo spazzatura si è notato che la parte del cervello di ratto destinata alle stimolazioni del piacere è diventato insensibile, richiedendo quantità sempre maggiori di cibo per ritornare sensibile.
Nel 2000 il British Journal of Nutrition ha pubblicato uno studio secondo il quale le madri che mangiano cibo spazzatura durante la gravidanza aumentano la probabilità di malattie nei figli.
Un articolo simile del 2008 suggerisce che le madri che mangiano cibo spazzatura durante la gravidanza o in allattamento hanno figli che sono più inclini all'obesità. I bambini sono anche più inclini a diabete, al colesterolo e problematiche riguardanti la circolazione.

## Misure contro il cibo spazzatura

### Pubblicità

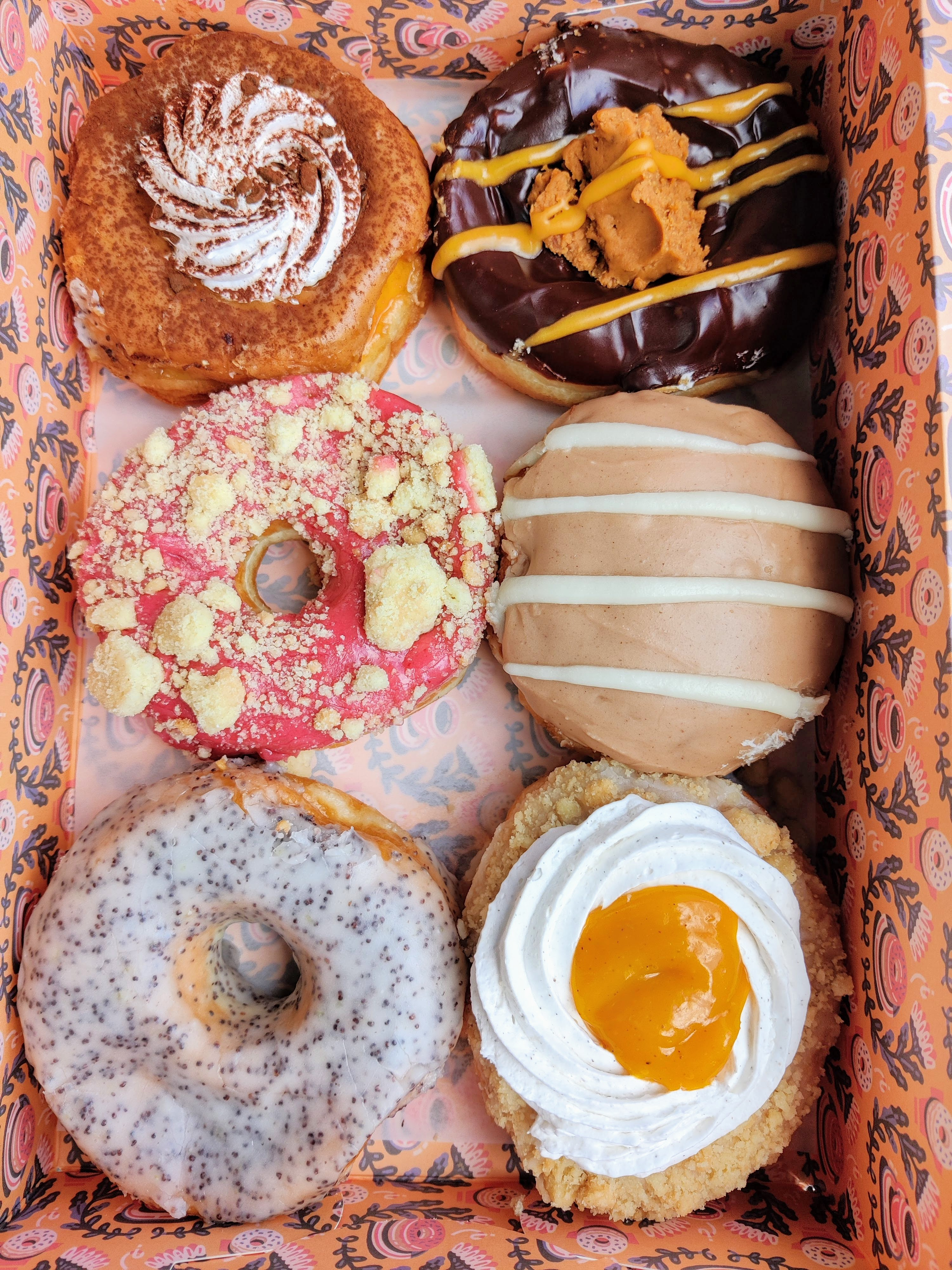
Alcuni donut

A metà del 2021 il governo del Regno Unito promosse delle politiche mirate a vietare la riproduzione di pubblicità online dedicata agli alimenti ricchi di grassi, sale e zucchero e la pubblicizzazione del cibo spazzatura prima delle 21:00 ora locale. Nonostante ciò, tali divieti, che entreranno in vigore nel 2023, non avranno alcun impatto sugli annunci pubblicitari che non promuovono direttamente il cibo spazzatura e la promozione di questi prodotti sulle pagine Web aziendali e gli account dei social media rimarrebbe consentita.
Nell'ottobre 2021 il Ministerio de Consumo spagnolo sotto la guida del ministro Alberto Garzón promulgò il divieto di pubblicizzare diverse categorie di cibo spazzatura ai minori di 16 anni. Tale pubblicità sarebbe vietata in televisione, alla radio, online, nei cinema e nei giornali. Gli alimenti interessati includono caramelle, barrette energetiche, biscotti, torte, succhi di frutta, bevande energetiche e gelati. Il divieto è entrato in vigore nel 2022.

#### Pubblicità rivolta ai bambini
La pubblicità per bambini che promuove il cibo spazzatura è stata bersaglio di numerose critiche. In The Impact of Advertising on Childhood obesity, l'American Psychological Association riporta che "la ricerca ha trovato forti correlazioni tra l'aumento della pubblicità per alimenti non nutrienti e i tassi di obesità infantile". L'Organizzazione Mondiale della Sanità raccomanda ai governi di prendere delle misure per limitare l'esposizione dei bambini al marketing alimentare e dichiara che "molte pubblicità promuovono cibi ricchi di grassi, zucchero e sale, il cui consumo dovrebbe essere limitato in una dieta sana. (...) Abbiamo spesso visto pubblicità di prodotti alimentari e altre forme di marketing capaci di condizionare le preferenze alimentari dei bambini, il comportamento di acquisto e, più in generale, le abitudini alimentari. Il marketing viene anche associato a un aumento del rischio di sovrappeso e obesità nei bambini. Le abitudini che i bambini sviluppano all'inizio della vita possono incoraggiarli ad adottare pratiche dietetiche malsane che persistono nell'età adulta, aumentando la probabilità di renderli sovrappeso, obesi e con problemi di salute correlati, tra cui il diabete e malattie cardiovascolari."
Nel Regno Unito sono state messe in atto diverse misure per limitare o eliminare sempre più la pubblicità di cibi ricchi di zuccheri, sale o grassi in qualsiasi momento in cui i bambini potrebbero vederli. Il governo del Regno Unito è stato accusato di non aver fatto abbastanza per fermare la pubblicità e la promozione di cibo spazzatura rivolto ai bambini. Un comitato ristretto del Regno Unito consigliò di bandire i personaggi dei cartoni animati che pubblicizzano cibo malsano ai bambini, bandire i dolci e gli snack alla fine delle corsie e le casse dei supermercati, limitare il numero dei fast food che si trovano in prossimità delle autorità locali, impedire ai club sportivi di sponsorizzare marchi di cibi spazzatura, così come di ridurre il numero della pubblicità di cibo malsano rivolta ai bambini durante i campionati o eventi sportivi e nei social media come Facebook.
Stando a una ricerca condotta nel 2015 dall'Università di Wollongong, in Australia, nel corso di una singola partita di cricket sarebbero comparse oltre mille pubblicità dedicate a cibi spazzatura, sia sotto forma di spot, che sotto forma di sponsor (nel corso dello studio si è tenuto conto degli sponsor comparsi sulle magliette dei giocatori, sul tabellone segnapunti e sul campo). Una coalizione di organizzazioni australiane che combattono l'obesità, il cancro e il diabete invitò la federazione nazionale australiana di cricket a "eliminare gradualmente le sponsorizzazioni di marchi malsani" precisando che il cricket è uno "sport sano e orientato alla famiglia" e rivolto a un pubblico di bambini.

### Vendite ai minori
Diversi stati del Messico hanno vietato la vendita di cibo spazzatura ai minori a partire dall'agosto del 2020.

### Tassazione
Per ridurre il "cibo spazzatura", nel dicembre 2011 la Danimarca ha introdotto la prima tassa su questi cibi tassando quelli che hanno oltre il 2,3% di grassi saturi. Anche l'Ungheria ha messo una tassa sulle bevande non salutari che contengono oltre 20 mg di caffeina ogni 100 ml. Nell'agosto del 2012 Renato Balduzzi, ministro della sanità del governo Monti, ha proposto per tre anni di tassare le bottigliette di aranciata, gassosa o altre bevande gassate e zuccherate da 33 cl.
In Svezia, Gran Bretagna e Corea del Sud è vietata la trasmissione televisiva di pubblicità di cibi spazzatura dannosi per la salute dei bambini.